# Álex Ubago
Alejandro Martínez de Ubago Rodríguez (Vitoria, 29 de enero de 1981), más conocido por su nombre artístico como Álex Ubago, es un músico y cantautor español, quien se popularizó en 2001 con la publicación de su álbum debut ¿Qué pides tú? del cual se desprende la canción «Sin miedo a nada» a dueto con Amaia Montero. También fue integrante del trío musical Álex, Jorge y Lena, también conformado por los cantantes Jorge Villamizar y Lena Burke, y cuyo primer sencillo fue el tema «Estar contigo».

## Biografía
Nació el 29 de enero de 1981 en Vitoria, capital de la provincia de Álava. Fue bautizado el 17 de febrero del mismo año. No tiene hermanos. Cuando tenía cuatro años, sus padres se trasladaron a San Sebastián por cuestiones de trabajo. A los quince años empezó a componer música por diversión.
A los 18 años empezó a escribir canciones de manera profesional, y grabó una maqueta que regaló por su cumpleaños a la novia que tenía entonces María Virginia Alba Romero. Cuando acabó los cinco primeros temas, entre los cuales se encontraban «Sabes» y «Hay que ver», llamó a su primo David, que era músico, para grabarlas en el estudio casero de este, en el que estuvieron cinco días trabajando. Dichas canciones llegaron a manos de Íñigo Argomaniz, quien era representante de la banda La Oreja de Van Gogh. Ramón, otro de sus primos, entregó la maqueta con las canciones a Íñigo en un bar de la localidad (Antonio Bar). Íñigo propuso a Ubago que escribiese más y para octubre de 2000 firmó su contrato musical con Dro, su primera discográfica, tras dejar la carrera de Administración de Empresas, estudios que nunca llegó a finalizar, para comenzar con su carrera profesional como cantante. A principios de 2001 se encontraba en la grabación de su primer álbum de estudio con la colaboración del productor Jesús N. Gómez.

## Trayectoria musical

### Solista

#### 2001-2003: ¿Qué pides tú?
Su primer álbum como solista fue ¿Qué pides tú?. La grabación se realizó entre los meses de febrero y junio de 2001, bajo la dirección musical de Jesús N. Gómez, en los estudios Doublewtronics en Madrid. Para el 1 de octubre de 2001 el disco salía a la venta, del cual se hizo una primera tirada de 70.000 unidades, aunque vendería alrededor de millón y medio de unidades en todo el mundo. El día del lanzamiento se presentó en el programa radial Fan club con Tony Aguilar, en el que interpreta en directo y acompañado por su guitarra, el tema «¿Qué pides tú?». El primer sencillo promocional, «¿Qué pides tú?», tuvo su estreno radiofónico el 21 de julio de 2001 en los 40 principales de la Cadena SER. Entre octubre y diciembre de ese año, recorrió 46 emisoras de la Cadena Ser en las que presentó su trabajo. El 8 de diciembre se presenta en concierto en la sala Hard Rock de Barcelona.
Entre enero y abril de 2002, continúa la gira promocional, en las que multiplica las apariciones en radio y televisión, firmas de discos y participación en varios festivales musicales por España y Latinoamérica. El 7 de febrero se presenta en concierto en el Auditorio Kursaal de San Sebastián. Ese mes, obtiene un disco de oro en España y el 21 de marzo, recibe su primer Disco de Platino. En el lapso de mayo y diciembre, desarrolla su primera gira por España, con un total de ochenta conciertos y en la que convoca más de 500.000 espectadores. En julio se produce su primera visita promociona a México y repetirá visitas en agosto, septiembre, octubre y diciembre.
El 20 de septiembre de 2002, recibe en Madrid su quinto Disco de Platino (500.000 copias) y unos meses después (julio de 2003) recibe en San Sebastián, su noveno Disco de Platino (900.000 copias). Todo esto sumado a los discos de platino que obtuvo en otros países como México, Argentina, Chile y Colombia, entre otros.
La canción «Sin miedo a nada» de su primer disco, que canta junto a la cantautora Amaia Montero, fue escogida por los internautas de Los 40.com como una de las mejores canciones de amor de la historia. En 2002 ganó un Premio Ondas en la categoría Mejor Artista Nacional de 2002. También obtuvo tres Premios Amigo en las categorías Mejor Artista Masculino, Mejor Artista Revelación y Mejor Álbum, y en la gala compartió escenario con Juanes, Marta Sánchez, etc.
Entre el 3 de abril y el 1 de junio de 2003, realiza su segunda gira, en la que ofrece 32 conciertos. La gira culmina en el Polideportivo Anoeta de San Sebastián, donde recibe su noveno Disco de Platino (900.000 copias). Para el mes de abril, realiza su primer viaje promocional a Portugal y en junio, continúa la promoción de su álbum en México, Argentina, Chile y Colombia. En esta gira, ofrece conciertos en el Teatro Metropolitan de México DF, en Monterrey, en Guadalajara y en el Teatro Rex de Buenos Aires. Obtiene Discos de Oro en México, Argentina, Chile y Colombia, y discos de Platino en México, Argentina y Colombia.

#### 2003-2005: Fantasía o realidad

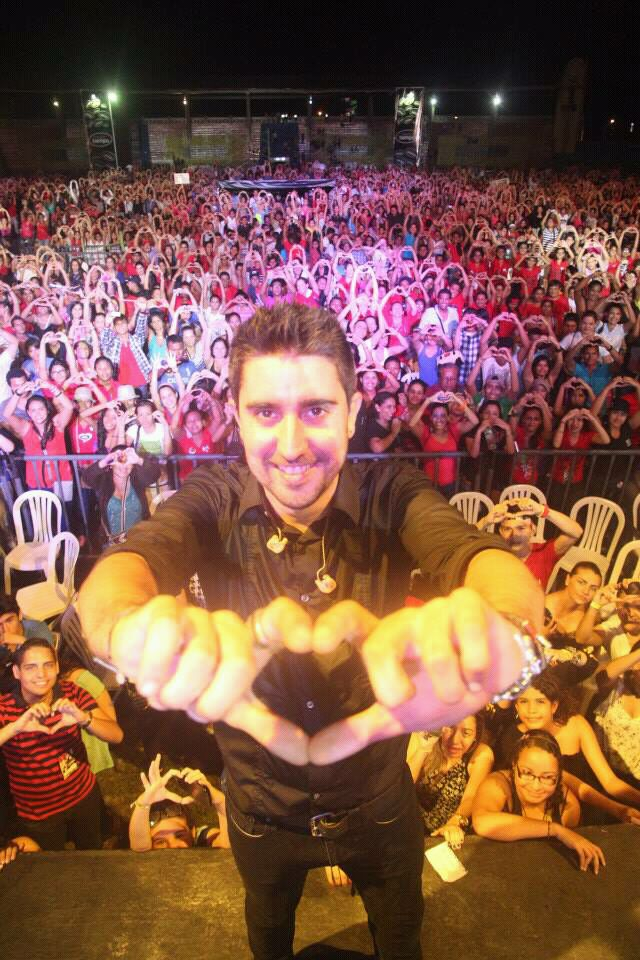
Álex Ubago de gira en 2013.

Entre septiembre y octubre de 2003, graba su segundo álbum de estudio Fantasía o realidad en los estudios Doublewtronics en Madrid, y en el que una vez más cuenta con la dirección musical de Jesús N. Gómez. El primer sencillo promocional fue el tema «Aunque no te pueda ver», el cual salió a la luz el 27 de octubre de ese mismo año. El disco es lanzado al mercado por WEA Latina el 24 de febrero de 2004. Se lanzaron dos versiones diferentes: una edición sencilla en caja normal y una edición especial en caja de cartón que incluía unas fotos extra. El disco incluye doce canciones, y géneros musicales como la balada («Aunque no te pueda ver» y «Otro día más») y el pop («Cuánto antes», «Dame tu aire» y «Fantasía o realidad»). El disco contó con la colaboración de la National Symphony Orchestra de Londres en cinco temas. En febrero, el cantante realiza un viaje promocional a Puerto Rico y Chile. En Chile, participa como jurado internacional en el Festival de Viña del Mar y actúa en directo en una de las Galas, donde obtiene la Antorcha de Plata.
Fantasía o realidad alcanza el tercer Disco de Platino en España. Entre el 4 y 6 de marzo se presenta en conciertos Movistar en Madrid, San Sebastián y Barcelona, junto a Fran Perea y Hombres G. En marzo, coincidiendo con el lanzamiento del segundo disco en América, visita Estados Unidos (Los Ángeles, San Diego, Miami) y México (DF, Monterrey y Guadalajara).
El 22 de abril de 2004, su compañía discográfica le haría entrega del doble Disco de Diamante, por la venta de más de dos millones de copias de sus dos discos. Gracias a su tirón en el mercado hispano de los Estados Unidos, solo cinco meses después de la salida de su segundo álbum, Fantasía o Realidad, alcanzaría el disco de oro (100.000 copias) en México y Argentina. Ese mismo año, actuaría en directo en la Gala de entrega de los Premios MTV latinos en Miami, donde estuvo nominado en las categorías de Mejor Artista Pop y Mejor Artista Masculino. En aquella ocasión compartió escenario con el cantante italiano Tiziano Ferro.
En 2005, es nominado en los Billboard Latin Music Awards, en las categorías Mejor álbum latino de un artista revelación por Fantasía o realidad y Canción más radiada del año de un artista revelación por «Aunque no te pueda ver». En abril recibe diferentes premios a destacar como el Premio ASCAP y el Premio Billboard Latino 2005 por «Aunque no te pueda ver» como Mejor tema pop latino del año y la Canción más radiada, respectivamente. En agosto, visita San Juan de Puerto Rico para participar en el Festival Benéfico Sistema 102 Canta, en favor de la MDA (Asociación para la Distrofia Muscular).

#### 2006-2008: Aviones de cristal
A finales del mes de marzo de 2006, inicia la grabación de su tercer álbum de estudio con su productor de habitual, Jesús N. Gómez. El 7 de agosto estrena el sencillo promocional «Viajar contigo» como adelanto de su nueva producción discográfica y la dirección y realización del videoclip estuvo a cargo de Rafa Sañudo. Finalmente el 26 de septiembre lanza su tercer disco, Aviones de cristal, el cual sigue la trayectoria de sus dos discos anteriores. La grabación se realizó en los estudios Doublewtronics de Madrid y durante tres meses contó con músicos de primera fila como John Parsons a las guitarras, Marcelo Fuentes al bajo, Alfonso Pérez al piano y teclados, y Enzo Filippone a la batería. El segundo sencillo promocional fue «Sigo buscando» y para el rodaje del videoclip se escogió la ciudad de Estambul en Turquía.
Es así que inicia su gira de conciertos 2006-2007 en las ciudades de Zaragoza y Santa Ursula (Tenerife). Con motivo de su viaje promocional a México, en la segunda quincena de octubre, recibe el disco de oro por la venta de más de 50.000 copias de Aviones de cristal. Durante los primeros días de noviembre, realiza una gira promocional por Argentina y Chile. Tuvo éxito en su presentación en el Kursaal de San Sebastián el 14 de enero. A mediados de marzo, realiza una gira por México, donde ofrece conciertos en el Teatro Metropolitan de México D.F., en Guadalajara y en Monterrey. A mediados de mayo, realiza su gira por Chile y Argentina, con conciertos en Concepción y Santiago de Chile (Arena Santiago); Córdoba y Buenos Aires (Gran Rex) en Argentina. A partir de junio, cambia el escenario el cual lo adapta a espacios abiertos propios del verano. A mediados de agosto, se anuncia la publicación en México de un nuevo álbum con sus grandes éxitos, además de otras grabaciones inéditas. El sencillo de presentación que da título a este álbum es «Siempre en mi mente», tema compuesto por el cantante mexicano Juan Gabriel.
El 26 de agosto, inicia una gira promocional en México del nuevo álbum Siempre en mi mente. A finales del mes de octubre, finaliza las giras de conciertos y anuncia que, tras un breve descanso, comenzará a trabajar en la preparación de su cuarto disco de estudio.
Después de varios meses de intenso trabajo de composición, se traslada a Buenos Aires (Argentina) para grabar el que será su cuarto disco de estudio junto a su nuevo productor musical Cachorro López.
Ubago reaparece en otoño de 2008, en una colaboración en la canción «Walking Away» del cantante Craig David para su recopilatorio Greatest Hits. El primer sencillo promocional de la producción musical fue «Walking Away», tema que grabado junto a David, en castellano e inglés.

#### 2009-2011: Calle ilusión
El lunes 2 de febrero de 2009 estrenó «Me arrepiento», primer sencillo promocional de su nueva producción discográfica. El 24 de marzo de 2009 salió a la venta su cuarto álbum de estudio Calle ilusión. Para el lunes 6 de abril de 2009, empieza su viaje promocional por España, México, Puerto Rico, Miami y Argentina. En abril, inicia su segunda gira de promoción del nuevo disco por Estados Unidos, México y Colombia. En Bogotá, participa en el Festival 40PP ante más de 50.000 espectadores. El lunes 11 de mayo de 2009 se estrena «Mil horas», segundo sencillo promocional del álbum. El domingo 19 de julio de 2009, ofrece un concierto en Caracas (Venezuela) ante 120.000 espectadores, dentro del marco del Primer Festival Ecológico Mundo Verde, en el que comparte escenario con artistas locales como Olga Tañón o Franco de Vita. El lunes 7 de septiembre de 2009 se estrena el tercer sencillo, «Amarrado a ti», en versión dúo con Sharon Corr (The Corrs). Tres días después es nominado a los Premios Grammy Latinos de 2009 en la categoría de Mejor álbum pop masculino.
El 26 de octubre de 2009 sale a la venta la reedición de Calle ilusión, con una versión del tema «Amarrado a ti» a dúo con Sharon Corr. El 29 de enero de 2010 se estrena la última producción de la factoría Disney, The Princess and the Frog en la que participa en la banda sonora en castellano.

#### 2012-2016: Mentiras sinceras
El 4 de diciembre de 2012 publica su quinto material de estudio discográfico, Mentiras sinceras. La producción estuvo a cargo del italiano Claudio Guidetti. El álbum incluye el tema «Puedes ser tú», compuesto junto al compositor y cantante colombiano Jorge Villamizar. En una entrevista previa al lanzamiento del disco Ubago declaró:

«Será un disco bonito, muy en mi línea sentimental, con mucho romanticismo, algunas baladas y otras canciones con un poco más de ritmo. Será además un disco más positivo. Si hay alguna canción de desamor, ha sido fruto de historias inspiradas en otras personas, porque los últimos años de mi vida han sido muy positivas en lo personal. Estoy viviendo una época muy buena y creo que eso se refleja en las canciones, aunque tengan el toque melancólico, porque es mi estilo y mi voz».
Álex Ubago

El primer sencillo promocional fue «Ella vive en mi», la cual se estrenó el lunes 10 de septiembre de 2012 en el programa de radio español Atrévete de Cadena Dial. La versión EP de «Ella vive en mi» incluye dos nuevos temas musicales que son «Estar contigo» y «Mentiras sinceras».
En el mes de marzo de 2013, lanzó como segundo sencillo promocional en España el tema "Dueños de este mundo" a dueto con la cantautora venezolana Georgina y la vocalista del grupo Efecto Mariposa Susana Alva.
Como segundo sencillo para Latinoamérica, se escogió el tema "Mientras tú me quieras" lanzado en los primeros días de agosto de 2013; el videoclip de esta canción ha sido rodado en la Ciudad de México.
Con esta gira ha recorrido varios países del mundo como España, México, Chile, Puerto Rico, República Dominicana, Colombia, Ecuador, Argentina y Paraguay. En diciembre del 2014, como parte de la promoción participó en el evento "Atardecer en el parque" junto al dúo chileno Los Vasquez y el dúo estadounidense Ha*Ash.
En entrevistas, Álex da a conocer que terminando la gira se tomará un descanso para componer nueva música y entra a la grabación de su siguiente material discográfico.

#### 2017-2019: Canciones impuntuales
El 5 de mayo del 2017 publicó su sexto disco, Canciones Impuntuales, grabado entre 2016 y 2017, y producido por Pablo Cebrián, el cual es una colección de 11 canciones, entre ellas, una colaboración con el cantante puertorriqueño Luis Fonsi y una versión solista de la canción. Su primer sencillo es "Míranos", lanzado el 3 de febrero de 2017, y el segundo es "Entre tu boca y la mía", lanzado el 7 de abril del mismo año.
En 2019, colaboró en el disco de La Marató de TV3 con la canción "Sense por de res", una versión en catalán de "Sin miedo a nada".

#### 2020-actualidad: 20 Años y gira internacional
En 2020, se confirmó su participación como asesor en La Voz Senior España, compartiendo rol con Cami, David DeMaría y Pitingo.
En 2021, Álex publicó dos adelantos del disco que conmemora sus 20 años de trayectoria, "A gritos de esperanza" junto a Jesús Navarro de Reik y "No te rindas" con Andrés Suárez. En 2022, presentó el sencillo "Ella vive en mí" con la colaboración de Antonio Orozco.
En 2023 confirmó su participación en La Voz Kids Uruguay como coach.

### Álex, Jorge y Lena
Alex, Jorge y Lena fue el nombre de un grupo formado por Álex Ubago, Jorge Villamizar y Lena Burke. Los tres lanzaron un álbum homónimo. realizado bajo la colaboración del productor musical mexicano Áureo Baqueiro.
En 2004 Álex Ubago y Jorge Villamizar se conocieron en Chile. El éxito de sus respectivas carreras los llevó a presentar en el Festival de Viña del Mar, Villamizar dentro del grupo Bacilos y Ubago como solista en la promoción de su álbum Fantasía o realidad. Inmediatamente hubo conexión entre ambos cantantes, compartieron un paseo, un trago y buenas convivencias. En 2005, Ubago, que estaba en plena promoción de su disco en Miami, conoció a Lena Burke, sin embargo el disco que los consolidaría como trío no estaba sembrado aún. A partir de ese entonces nace el contacto entre los tres, quienes pese a su agenda ocupada comenzaron a componer canciones y mantener el contacto.
En el verano de 2009, Jorge Villamizar estaba en busca de nuevos retos creativos y personales, y decide emprender un viaje en motocicleta por los Estados Unidos tras concluir la promoción de su álbum solista. Su deseo era emprender el viaje a lado de un amigo, así que decidió llamar por teléfono e invitar a Ubago para que hicieran ese viaje juntos, en ese entonces Ubago tenía su agenda muy ocupada lo que no le permitió hacer el viaje con Villamizar, así que compartieron la travesía enviando correos electrónicos y mensajes.
Por otro lado, como anteriormente fue mencionado, Villamizar y Burke empezaron a componer canciones juntos, hacer fusiones de géneros y nuevas colaboraciones, y ambos decidieron invitar a Ubago porque lo consideraban un artista completo y al cual admiraban mucho por su repertorio musical. Los tres cantautores con estilos diferentes, presentaron el material a su discográfica Warner Music.
Las agendas de los tres permitieron que este proyecto fuera instantáneo, así que decidieron empezar a grabar dicho proyecto, tanto forma individual como reunidos. Burke y Villamizar grabaron parte del disco en Miami, Ubago y Villamizar grabaron en San Sebastián, España.
Así, el álbum Alex, Jorge y Lena fue lanzado al mercado por Warner Music el 21 de septiembre de 2010, asimismo presentando su primer sencillo «Estar contigo», el cual se convirtió en número uno en las listas de éxitos de Argentina y alcanza el Top 10 en México.
En marzo de 2012 sale a la venta una edición especial de dicho material discográfico en donde se perfilan canciones nuevas como «Eso eres tú» y «Vida pasada», además de incluir versiones diferentes de los sencillos «Estar contigo» y «Si ya no tengo tu corazón».
El proyecto de trabajar juntos solo es paralelo a sus carreras en solitario y cuanto terminen la gira grabarán por separado.

## Vida privada
Debido al contenido de sus canciones, a menudo melancólicas o relacionadas con el desamor y las rupturas, a Ubago se le ha considerado popularmente un artista depresivo, etiqueta que ha desmentido en numerosas ocasiones. Ha reconocido, sin embargo, que sus canciones tienen un cariz autobiográfico, así como que encuentra "más maneras de hablar del final de una relación que del amor" y que "las canciones desgarradoras y tristes siempre me han inspirado, incluso más que las historias felices". Ubago ha llegado a bromear también con esta reputación, como en septiembre de 2018, cuando reclamó en Twitter que no se le había incluido en la lista de Spotify de las canciones más tristes de la historia.
El 10 de septiembre de 2011 contrajo matrimonio, en ceremonia civil, con María Alcorta Garrido en el Ayuntamiento de San Sebastián.
El 7 de julio de 2012 nació su hijo, Pablo. El 14 de enero de 2016, nació su segunda hija llamada Manuela.

## Discografía

### Como solista
Álbumes de estudio
- 2001 - ¿Qué pides tú?
- 2003 - Fantasía o realidad
- 2006 - Aviones de cristal
- 2009 - Calle ilusión[36]
- 2012 - Mentiras sinceras[37]
- 2017 - Canciones impuntuales
- 2022 - Álex Ubago: 20 Años
- 2024 - Galerna

Recopilatorios
- 2003 - 21 meses, 1 semana y 2 días
- 2007 - Siempre en mi mente

Álbumes en vivo
- 2004 - Álex Ubago: en directo

### Con el Grupo Álex, Jorge y Lena
- 2010 - Álex, Jorge y Lena
- 2012 - Álex, Jorge y Lena Edición Especial con Nuevos Temas.